# Borneo-Muntjak
Der Borneo-Muntjak (Muntiacus atherodes) ist eine Hirschart aus der Gattung der Muntjaks (Muntiacus). Er kommt auf der Insel Borneo vor.

## Merkmale
Der Borneo-Muntjak erreicht eine Kopf-Rumpf-Länge von 85 bis 90 cm, eine Schwanzlänge von 15 bis 19 cm, eine Schulterhöhe von 65 cm und ein Gewicht von 14 bis 18 kg. Die kurzen, dünnen, 2 bis 4 cm langen Geweihstangen haben sehr kurze, unverzweigte Enden. Im Gegensatz zu denen der anderen Muntjak-Arten werden sie nicht abgeworfen. Die Männchen sind etwas größer als die Weibchen. Das Fell ist gelb oder gelblich-orange gefärbt, vermischt mit agouti-gebänderten Haaren. Über den Rücken verläuft ein breiter Streifen. Die Schwanzoberseite weist eine dunkelbraune, die Schwanzunterseite eine hellgelbe Färbung auf.

## Lebensraum
Der Borneo-Muntjak bewohnt sowohl Primär- als auch Sekundärwälder. In den Bergen scheint er nicht vorzukommen.

## Lebensweise
Der Borneo-Muntjak geht einzeln oder paarweise auf Nahrungssuche, wobei er tendenziell tagaktiv ist. Seine Nahrung besteht aus Blättern, Knospen, krautigen Pflanzen, Samen, Früchten und Gras. Über sein Fortpflanzungsverhalten ist nichts bekannt.

## Bestand und Gefährdung
Die IUCN stuft den Borneo-Muntjak als „nicht gefährdet“ (least concern) ein. Er ist weitverbreitet und örtlich häufig. In Kalimantan, dem indonesischen Teil von Borneo, ist jedoch ein Rückgang zu verzeichnen.

## Systematik
Der Borneo-Muntjak wurde jahrzehntelang mit dem sympatrisch vorkommenden Indischen Muntjak (Muntiacus muntjak) verwechselt. Wegen seiner rudimentären, kleinen Geweihstangen wurde er für eine primitive Art gehalten. Die Rückbildung der Geweihstangen ist jedoch offenbar eine extreme Anpassung an die Umwelt- und Klimabedingungen.